# لوكولي
لوكولي (بالإيطالية: Lucoli)‏ هي بلدية في مقاطعة لاكويلا في إقليم أبروتسو الإيطالي.

## السكان
في سنة 1861 بلغ عدد السكان 2٬801 نسمة، وتطور العدد ليصل في سنة 2011 لـ 1٬019 نسمة.
يظهر هذا المخطط البياني تطور النمو السكاني لـ لوكولي